# فهرست خیابان‌های اصلی اراک
فهرست خیابان‌های اصلی شهر اراک، مرکز استان مرکزی ایران:

## آ
- آقانورالدین
- آیت‌الله اراکی
- آیت‌الله سعیدی
- آیت‌الله غفاری
- آنترپوس
- آسنجرانی

## ا
- استاد شهریار
- ادبجو
- ارگ
- ارشاد (حاج باشی)
- اسلام
- استقلال
- امام حسین
- امام خمینی
- امام علی
- امام صادق
- امام موسی صدر
- امیرکبیر
- امیریه
- انقلاب

## ب
- بیست متری (فوتبال)
- بهزیستی
- بنفشه
- بیست و دوی بهمن
- بزرگراه امام علی
- بزرگراه خلیج فارس
- بزرگراه ایت الله اراکی
- بزرگراه غدیر
- بزرگراه کربلا
- بزرگراه شهیدان رجایی
- بزرگراه امیرکبیر

بلوار جهان پناه
- بزرگراه شهید انجفی

- بزرگراه شهید بختیاری
- بزرگراه کشاورز
- بزرگراه محمد عابد
- بزرگراه معصومیه
- بزرگراه امام خمینی
- بزرگراه منابع طبیعی
- بوعلی سینا

## پ
- پانزده متری (فوتبال)
- پاسداران (حصار)
- پامچال
- پانزده خرداد
- پروانه
- پژوهش

- پنجاه و پنج متری واشقانی (فوتبال)
- پیروزی
- پنجم مرداد

## ت
- ترانس
- ترابی
- تفرش

## ث
- ثامن الائمه
- ثامن الحجج

## ج
- جوادالائمه (جهرم)
- جهاد
- جلال آل احمد (رنگرزها)
- جوادیه
- جمهوری اسلامی
- جنت
- جهانگیری

## چ
- چهار سرباز
- چمران

## ح
- حافظ
- حصار (پاسداران)
- حاج باشی (ارشاد)
- حافظیه

## خ
- خرم
- خاتم الانبیا
- خبرنگار

## د
- دانشگاه
- دانشجو
- دکتر حسابی
- داوران
- دکتر مصدق

## ر
- رودکی

- رنگرزها (جلال آل احمد)
- رست
- رشد
- راه اهن

## ز
- زینبیه

## س
- سوم شعبان (فوتبال)
- سامی
- سیدالشهدا
- سی متری(فوتبال)
- ساوه

- سلیم ابادی
- سرداران

## ش
- شقایق
- شریعتی
- شهید کشوری (قنات)
- شهید کاظمی کرهرودی
- شهدا
- شهدای دولت
- شهدای پنجم مرداد
- شیخ فضل الله نوری (شهرجرد)
- شهید رجایی
- شهید باهنر
- شهدای صفری
- شهید شعبانی
- شهید حقانی
- شهید قدوسی
- شهید شیرودی
- شهید جهان پناه
- شهید بختیاری
- شهدای گمنام
- شهید ترکمان
- شهید کریمی
- شهید ربیعی
- شهید مطهری
- شهید قائمی
- شهیدان کمال ابادی
- شیخ مفید
- شهدای صفری

## ص
- صباغی

## ط
- طالقانی
- طباطبائی

## ع
- عباس آباد
- علی بن ابیطالب
- علامه طباطبایی
- علم الهدی

## غ
- غدیر

## ف
- فاطمیه
- فتح شیاکوه
- فردوسی
- فلسطین
- فرمانداری
- فضلی

## ق
- قائم مقام
- قدس
- قیام
- قنات

## ک
- کشاورز
- کاظمی آشتیانی
- کربلا
- کوثر
- کرهرود

## گ
- گرکانی
- گلها
- گلستان

## ل
- لاله

## م
- مخابرات
- محسنی
- مشهد
- معلم
- ملک
- میرزا تقی خان (رازان)
- میرزای شیرازی
- مولوی
- مهارت
- مدافعان حرم
- مدرس

## ن
- نواب صفوی
- نمک کوریها (فوتبال)
- نوازنی

## و
- وحدت
- وحدت اسلامی
- ورزش

## ه
- هپکو
- هفده شهریور
- هفده خرداد

## ی
- یاس